# 機械利益
機械利益（mechanical advantage）又称机械效益，指工具、機械設備或機械系統將力放大的比例。設備需在輸入的力及以位移之間取捨，最後得到輸出力的理想放大比例。此模型稱為「杠杆定律」。有些機械零件是為了轉換力以及位移，這種零件稱為机构 。假設Fin是輸入的力，Fout是輸出的力，則機械利益MA為：
{\displaystyle {\mathit {MA}}={\frac {F_{out}}{F_{in}}}.}

機械利益為正數，若大於一，表示輸出的力比輸入的力大，若小於一，表示輸出的力比輸入的力小，但輸出位移比輸入位移要大。

## 槓桿

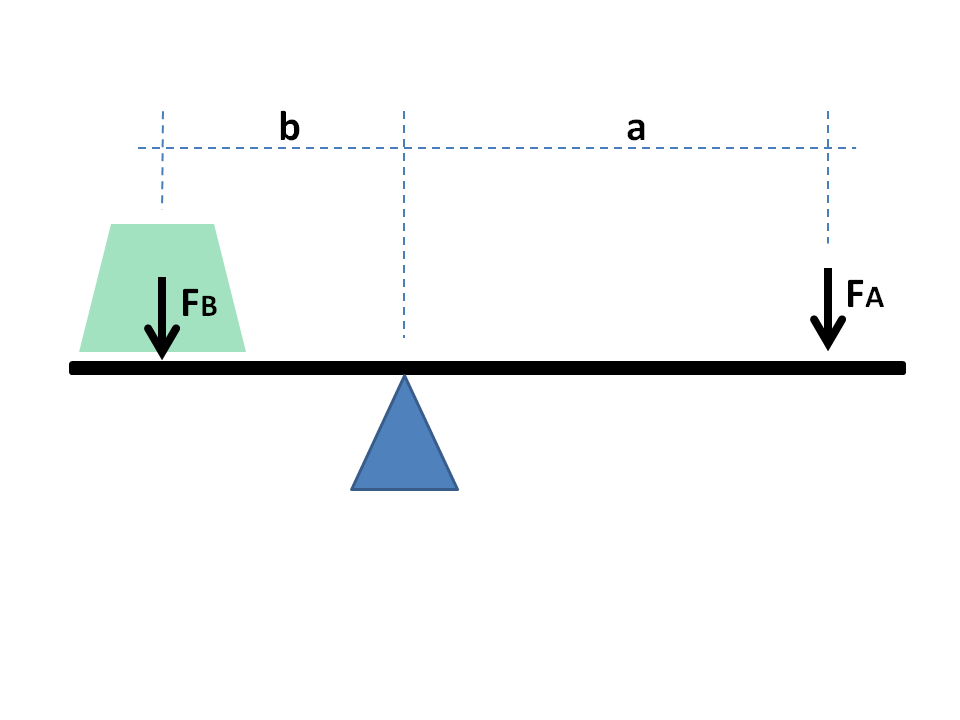

槓桿以支點為中心而轉動，離支點越近的地方移動的越慢，離支點越遠的地方移動的越快。輸入槓桿及輸出槓桿的功率相等，而功率是力和速度的乘積，因此離支點越遠的地方，施的力就越小，離支點越近的地方，施的力就越大。
若a和 and b是點A和B距支點的距離，而FA是在A點的輸入力，FB是在B點的輸出力，A點和B點速度的比值為a/b，因此輸出力和輸入力的比值（機械利益）如下：
{\displaystyle {\mathit {MA}}={\frac {F_{b}}{F_{a}}}={\frac {a}{b}}.}
這就是槓桿原理，是阿基米德利用對幾何的理解所證明的 。
靜力學分析中，利用速度來分析槓桿的力，也是虛功定理的應用。

## 速比
理想機構輸入功率等於輸出功率，因此可以用系統輸入—輸出的速比（speed ratio）來計算機械利益。
若針對齒輪組，以ωA的角速度給TA的轉矩，其輸入功率為P=TAωA。
因為輸入功率和輸出功率相等，輸出轉矩TB和輸出角速度ωB乘積會滿足以下關係
{\displaystyle P=T_{A}\omega _{A}=T_{B}\omega _{B},\!}
因此
{\displaystyle {\mathit {MA}}={\frac {T_{B}}{T_{A}}}={\frac {\omega _{A}}{\omega _{B}}}.}
速比的定義就是輸出角速度和輸入角速度的比值，因此針對理想機構的速比會等於機械利益，這應用在從机器人一直到连杆机构的所有机器。

## 齒輪系
由於齒輪的設計方式，齒輪的齒數會和其節圓的半徑成正比，因此二個相互嚙合的齒輪，可以由一個齒輪帶動另一個旋轉，不會滑動。一組齒輪的速比可以用其其節圓的半徑比來計算，也可以用二個齒輪齒數的比例（齒比）來計算。
二個齒輪在節圓上接觸點的速度v相等，因此可得
{\displaystyle v=r_{A}\omega _{A}=r_{B}\omega _{B},\!}

兩個嚙合的齒輪，可以傳遞轉動運動

其中輸入齒輪A的半徑是rA，和半徑為rB的輸出齒輪嚙合
因此
{\displaystyle {\frac {\omega _{A}}{\omega _{B}}}={\frac {r_{B}}{r_{A}}}={\frac {N_{B}}{N_{A}}}.}
其中NA是輸入齒輪的齒數，NB是輸出齒輪的齒數。
由輸入齒輪齒數NA，輸出齒輪齒數NB組成的嚙合齒輪，其機械利益為
{\displaystyle {\mathit {MA}}={\frac {r_{B}}{r_{A}}}={\frac {N_{B}}{N_{A}}}.}
因此若輸出齒輪GB比輸入齒輪GA要大，此齒輪系可以放大力矩，但會讓轉速變慢，若輸出齒輪GB比輸入齒輪GA要小，此齒輪系可以縮小力矩，會讓轉速變快。

## 鏈輪或皮帶輪
不論是由鏈條連接兩個鏈輪的機構，或是由皮帶連接兩個皮帶輪的機構，其目的都是為了在傳動系統中改變其機械利益。
兩個鏈輪和鏈條接觸點的速度v會相等，兩個皮帶輪和皮帶接觸點的速度亦同：
{\displaystyle v=r_{A}\omega _{A}=r_{B}\omega _{B},\!}
其中鏈輪或皮帶輪A是輸入端，其半徑是rA，輸出鏈輪或皮帶輪B的半徑是rB。
因此
{\displaystyle {\frac {\omega _{A}}{\omega _{B}}}={\frac {r_{B}}{r_{A}}}={\frac {N_{B}}{N_{A}}}.}
其中NA是輸入鏈輪的齒數，NB是輸出鏈輪的齒數。若是齒形帶的皮帶輪機構，也可以使用其齒數。若是只用摩擦力的皮帶輪，一定要使用輸入輪和輸出輪半徑的資訊。
若鏈輪機構（或齒形帶皮帶輪機構），輸入輪齒數為NA，輸出輪齒數為NB，其機械利益是：
{\displaystyle {\mathit {MA}}={\frac {T_{B}}{T_{A}}}={\frac {N_{B}}{N_{A}}}.}
針對只使用摩擦力的皮帶輪，其機械利益是：
{\displaystyle {\mathit {MA}}={\frac {T_{B}}{T_{A}}}={\frac {r_{B}}{r_{A}}}.}
鏈條和皮帶在傳輸功率時會有摩擦力、伸長及磨損的情形，因此輸出功率會小於輸入功率，實際系統的機械利益會小於理論值。鏈輪機構或皮帶輪機構大約損失5%的功率，是因為摩擦生熱、形變或磨損所產生的熱，此時的效率約為95%。

## 滑輪組
滑輪組是繩子和許多滑輪組合，移動物品的機構。一般來說會有固定不移動的定滑輪，以及隨物品移動的動滑輪，繩子會繞在動滑輪和定滑輪上，以提供機械利益，在滑輪組的輸入端施力，再透過滑輪組將力放大，來移動物品。
為了計算滑輪組的機械利益，考慮最簡單的起重滑車，由一個定滑輪和一個動滑輪組成。繩子繞在定滑輪上，垂下的一端可以施力往下拉，垂下的另一端繞在乘載重物的動滑輪上，繞過動滑輪後固定在定滑輪的支架上。

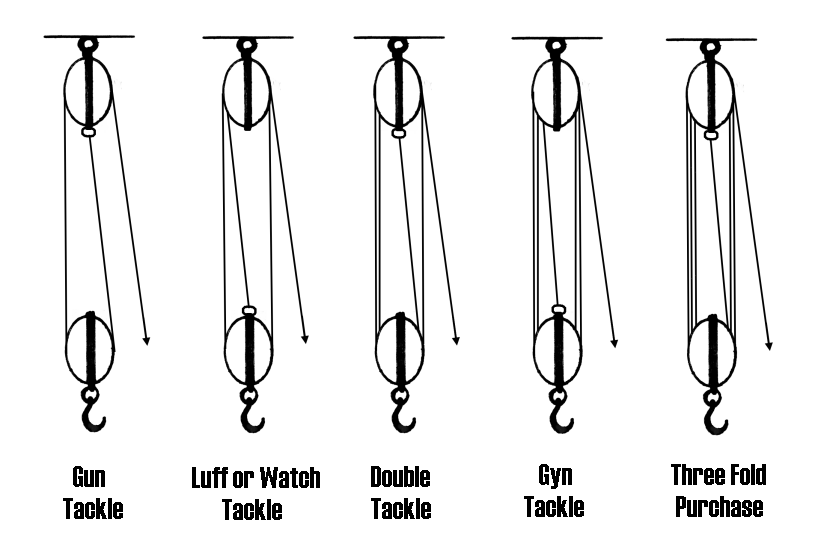
滑輪組的機械利益等於支持移動重物的繩子數量，從左到右分別是2, 3, 4, 5和6

令S是從定滑輪軸心到繩子末端的長度，這是A，是施力的位置。令R是定滑輪軸心到動滑輪軸心的位置，這是B，是放重物的位置。
繩子的總長L可以寫成
{\displaystyle L=2R+S+K,\!}
其中K是繩子繞過定滑輪及動滑輪需要的長度，此長度不隨滑輪位置而變化。
A點和B點的速度VA和VB的關係和繩子的總長有關，繩子的總長為固定值，因此
{\displaystyle {\dot {L}}=2{\dot {R}}+{\dot {S}}=0,}
或者
{\displaystyle {\dot {S}}=-2{\dot {R}}.}
其中的負號表示重物速度的方向和施力的方向相反，施力往下，重物會向上移動。
令VA向下為正，VB向上為正，因此其關係可以表示為速比
{\displaystyle {\frac {V_{A}}{V_{B}}}={\frac {\dot {S}}{-{\dot {R}}}}=2,}
其中的2是支持動滑輪及重物重量的繩索數量。
令FA是在A點的施力，令FB是動滑輪在B點的受力。其正負號也是FA往下為正，FB往上為正。
若是理想的滑輪組，滑輪沒有摩擦力，繩子也不會形變或磨損，因此輸入功率FAVA會等於輸出功率FBVB，也就是
{\displaystyle F_{A}V_{A}=F_{B}V_{B}.\!}
輸出力和輸入力的比值即為理想起重滑車系統的機械利益
{\displaystyle {\mathit {MA}}={\frac {F_{B}}{F_{A}}}={\frac {V_{A}}{V_{B}}}=2.\!}
此分析可以擴展到理想的滑車組，其動滑輪及重物的重量是由n段繩子所支持
{\displaystyle {\mathit {MA}}={\frac {F_{B}}{F_{A}}}={\frac {V_{A}}{V_{B}}}=n.\!}
可以證明理想的滑車組對重物的輸出力是輸入力的n倍，其中n是支持動滑輪及重物重量的繩子數量。

## 效率
在計算機械利益時，會假設能量不會因為形變、摩擦力或是磨損所損失，機械可以以其最佳性能輸出，此情形下計算的機械利益會稱為是理想機械利益（ideal mechanical advantage、IMA）。實際上，形變、摩擦力或是磨損都會降低機械利益。實際機械利益（actual mechanical advantage、AMA）和理想機械利益之間的比值是效率，可以透過實驗求得。
例如有六段繩子支持動滑車的滑車組，有300 kg的重物，若是在理想的滑車組，工人需要的施力會是50 kg，若要讓重物上移1公尺，工人需要拉6公尺。Fout / Fin和Vin / Vout都可以說明理想機械利益是6。第一個比值是輸出力300 kg和輸入力50 kg所得的比值。但在真實系統中，輸入力50 kg，因此摩擦力、繩子形變等因素的損失，輸出力會小於300 kg，因此其實際機械利益會小於6。

### 理想機械利益
理想機械利益（ideal mechanical advantage、IMA）或理論機械利益（theoretical mechanical advantage）是假設沒有能量損失的情形下所得的機械利益。是用設備的實際尺寸計算的，也是實際機械利益的上限。
理想機械的假設也就表示機械本身不會儲存能量，也不會耗散能量。輸入的功率等於輸出的功率。因此，機械的功率是定值，等於力乘以速度，可以得到下式
{\displaystyle P=F_{in}v_{in}=F_{out}v_{out}.}
理想機械利益是輸出力和輸入力的比值
{\displaystyle {\mathit {IMA}}={\frac {F_{out}}{F_{in}}}.}
若考慮功率守恆的關係式，可得機械利益和速比之間的關係：
{\displaystyle {\mathit {IMA}}={\frac {F_{out}}{F_{in}}}={\frac {v_{in}}{v_{out}}}.}
機械的速比可以用其幾何尺寸來計算，因此可以用速比求得理想機械利益，也就是實際機械利益的上限。

### 實際機械利益
實際機械利益 (actual mechanical advantage、AMA）是在直接量測輸入力及輸出力所得的機械利益，其中有考慮因為形變、摩擦及磨損產生的能量損失。
機器的AMA可以用量測到的輸入力及輸出力來計算
{\displaystyle {\mathit {AMA}}={\frac {F_{out}}{F_{in}}},}
實際機械利益和機械利益之間的比例即為机械效率η
{\displaystyle \eta ={\frac {\mathit {AMA}}{\mathit {IMA}}}.}

## 外部連結
- Gears and pulleys （页面存档备份，存于）
- Nice demonstration of mechanical advantage （页面存档备份，存于）
- Mechanical advantage — video （页面存档备份，存于）